# Municipio de Weaver (Arkansas)
El municipio de Weaver (en inglés: Weaver Township) es un municipio ubicado en el condado de Franklin en el estado estadounidense de Arkansas. En el año 2010 tenía una población de 256 habitantes y una densidad poblacional de 5,19 personas por km².

## Geografía
El municipio de Weaver se encuentra ubicado en las coordenadas 35°22′10″N 94°1′59″O / 35.36944, -94.03306. Según la Oficina del Censo de los Estados Unidos, el municipio tiene una superficie total de 49.28 km², de la cual 49,26 km² corresponden a tierra firme y (0,04 %) 0,02 km² es agua.

## Demografía
Según el censo de 2010, había 256 personas residiendo en el municipio de Weaver. La densidad de población era de 5,19 hab./km². De los 256 habitantes, el municipio de Weaver estaba compuesto por el 94,53 % blancos, el 1,56 % eran amerindios, el 1,95 % eran asiáticos y el 1,95 % eran de una mezcla de razas. Del total de la población el 0,39 % eran hispanos o latinos de cualquier raza.